# Muszla klozetowa

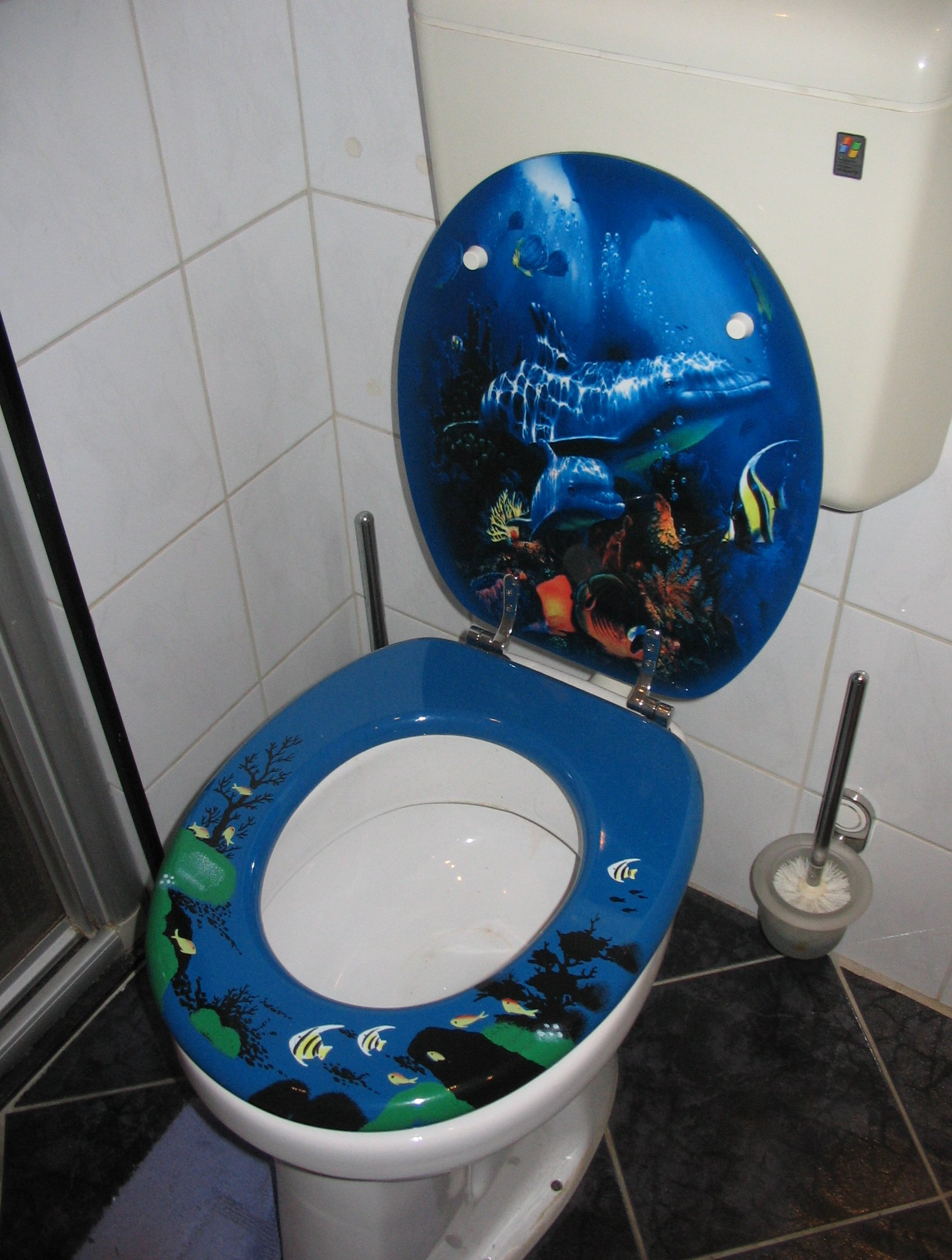
Muszla klozetowa z ozdobnym sedesem i otwartą pokrywą, opartą o zbiornik spłuczki

Muszla klozetowa – element wyposażenia ubikacji, służący do defekacji, mikcji w pozycji siedzącej, bądź stojącej. Tradycyjnie wykonana jest z porcelitu lub z innego rodzaju ceramiki. Spotyka się także miski z tworzywa sztucznego czy stali nierdzewnej. Może występować jako samodzielny element wyposażenia łazienki, jak również wchodzić w skład tzw. kompaktu WC.

## Historia
W roku 1596 John Harington (1560–1612) opublikował traktat polityczny A New Discourse of a Stale Subject, called the Metamorphosis of Ajax z opisem zbudowanej przez siebie spłukiwanej muszli klozetowej, którą zainstalował w swoim domu w Kelston.
Wraz z nadejściem rewolucji przemysłowej i związanymi z tym postępami technologicznymi, toaleta zaczęła wyłaniać się w nowoczesnej formie. Najważniejszym postępem w hydraulice był syfon, wynaleziony przez szkockiego mechanika Alexandra Cumminga w 1775 roku i używany do dziś. Urządzenie to wykorzystuje stojącą wodę do uszczelnienia wylotu miski, zapobiegając przedostawaniu się zanieczyszczonego powietrza z kanalizacji.

## Sedes
Dla zwiększenia komfortu użytkowania, a także ze względów higienicznych, na krawędź muszli zazwyczaj opuszczana jest deska sedesowa, zwana także deską klozetową lub – w języku potocznym – sedesem.
Jest to siedzisko w kształcie obręczy odpowiadające wymiarami górnemu obrysowi muszli klozetowej. Deska sedesowa może być złożona z dwóch połączonych ze sobą części: siedziska i pokrywy, umożliwiającej zamknięcie miski. Deska i pokrywa są mocowane na wspólnych zawiasach których nieruchoma część jest połączona z miską klozetową. Wykonana może być z tworzywa sztucznego (ABS, duroplast, PCW), drewna, HDF, stali nierdzewnej i innych.

## Połączenie z kanalizacją
Muszla klozetowa wyposażona jest w syfon, łączący ją z kanalizacją oraz zapobiegający przedostawaniu się odoru z kanalizacji do toalety, a także w system spłukiwania (spłuczkę). Dzięki tym rozwiązaniom po spuszczeniu wody zawartość muszli usuwana jest do kanalizacji.

## Elementy dodatkowe
W niektórych krajach coraz częściej stosowane są udogodnienia, poprawiające zarówno warunki higieniczne, jak i komfort użytkowania tego urządzenia: np. deska sedesowa może być wyposażona w dodatkową funkcję bidetową, grzałkę podnoszącą temperaturę siedziska, jednorazowe okrycia deski sedesowej itp. W wielu krajach wchodzą do użycia urządzenia, które po odpowiednim zaprogramowaniu identyfikują użytkownika (np. na podstawie masy ciała) i odpowiednio do niego realizują różne programy np. podmywania, suszenia, uwalniania substancji zapachowych czy zasysania nieprzyjemnych zapachów. Wszystkie te udoskonalenia obejmują deskę sedesową i raczej nie dotyczą miski jako takiej.

Muszle klozetowe
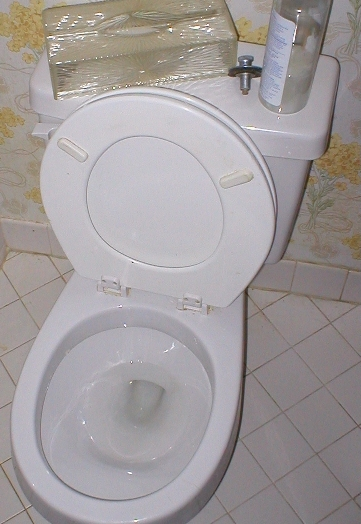
standardowa w Europie
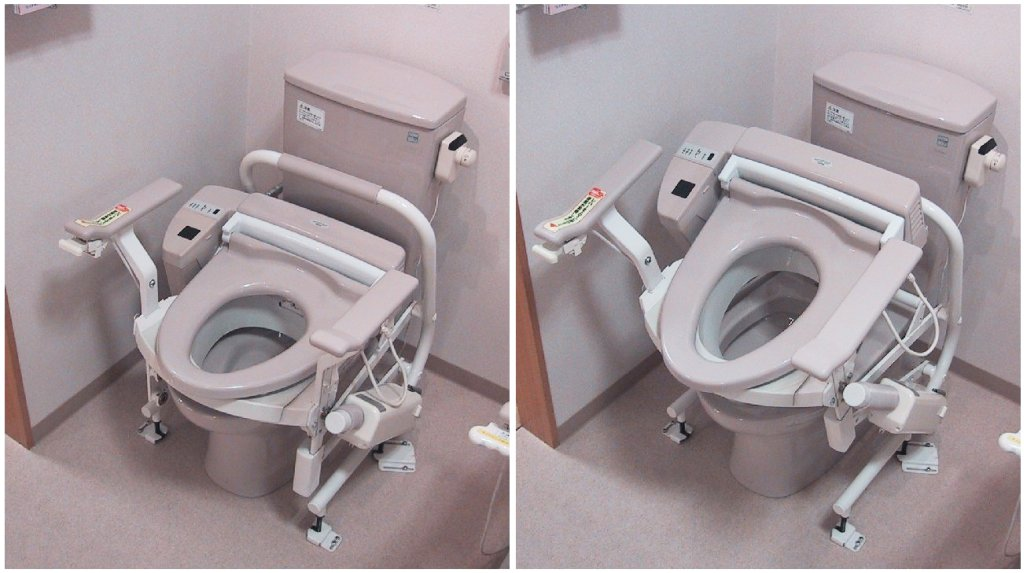
zautomatyzowana z Japonii
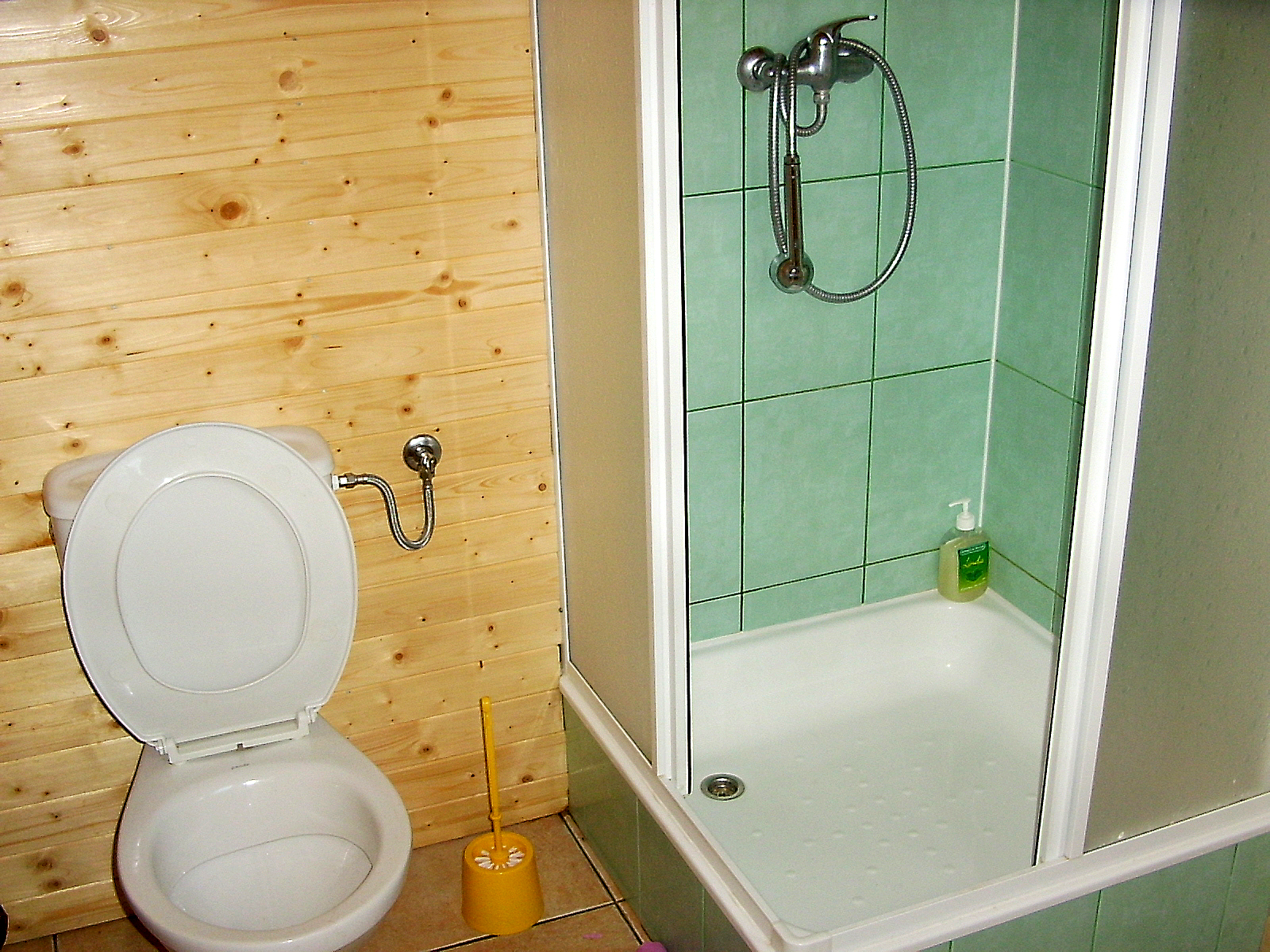
w łazience
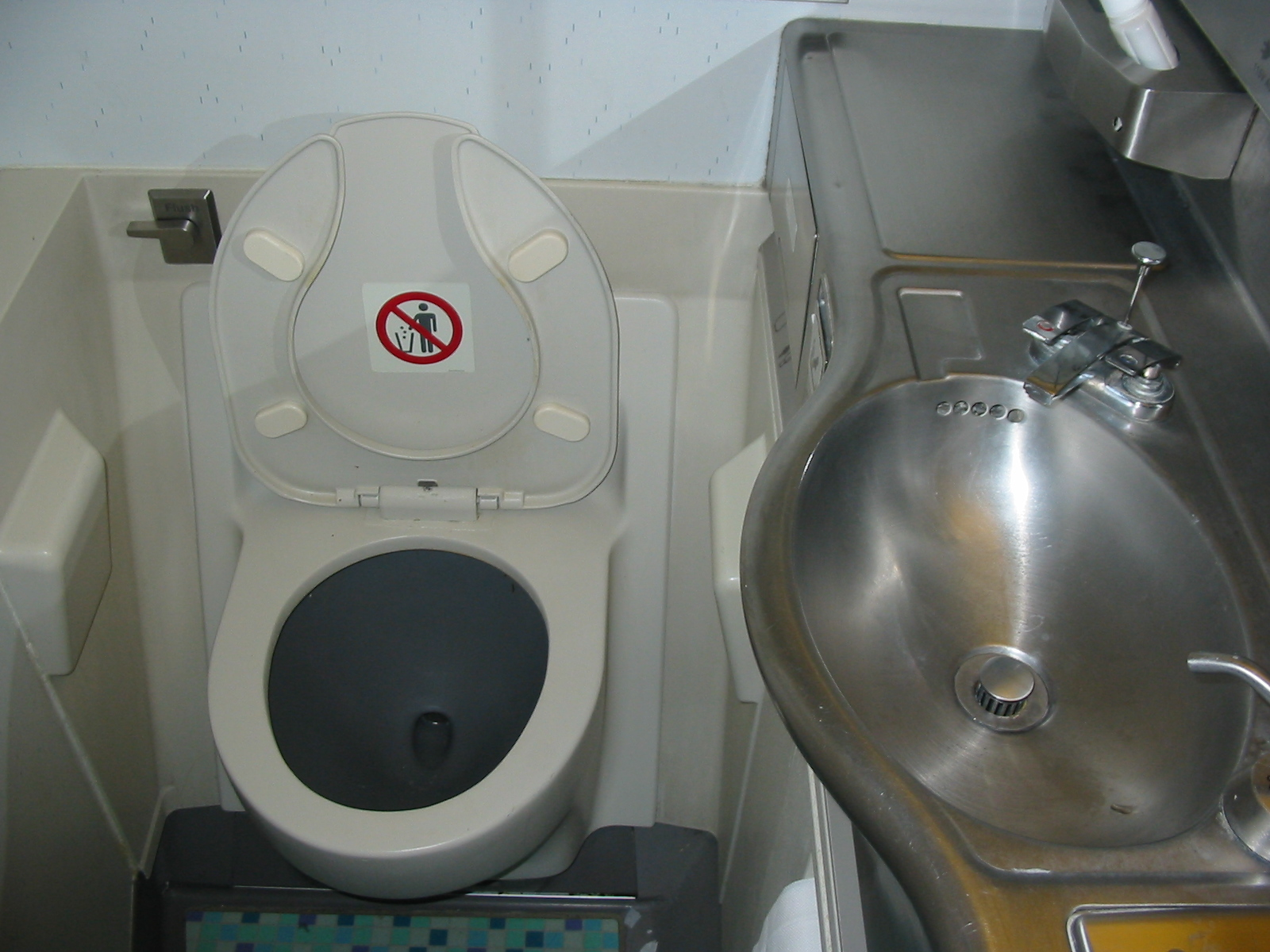
w samolocie Boeing 747